# كوبرامونتانا
كوبرامونتانا؛ هي كوموني (بلدية) في مقاطعة أنكونا في منطقة ماركيالإيطالية، وتقع على بعد حوالي 35 كيلومتر (22 ميل) جنوب غرب أنكونا.
تقع مدينة كوبرامونتانا على حدود البلديات التالية: أبيرو، مايولاتي سبونتيني، ميرغو، مونتي روبرتو، روسورا، سان باولو دي جيسي، سيراسان كيريكو، ستافولو. أخذت اسمها من كوبرا، إلهة الخصوبة لسكان بنشيني قبل الرومان. كانت تسمى في وقت سابق ماساتشيو لكنها استعاد لاحقًا اسمها القديم.

## روابط خارجية
- http://www.comune.cupramontana.an.it/